# 4023 Jarník
4023 Jarník eller 1981 UN är en asteroid i huvudbältet som upptäcktes den 25 oktober 1981 av den slovakiske astronomen L. Brožek vid Kleť-observatoriet. Den har fått sitt namn efter den tjeckiske matematikern Vojtěch Jarník.
Asteroiden har en diameter på ungefär 5 kilometer.